# Инфляционный риск
Инфляционный риск — финансовый риск утраты стоимости актива или снижения величины дохода в реальном выражении из-за инфляции.
Инфляция связана с ростом общего уровня и поэтому ведет к снижению покупательной стоимости денег. Если номинальная стоимость актива или номинальная величина дохода фиксированы, то они потеряют часть реальной стоимости пропорционально темпам инфляции.

## Эффект инфляции
В экономике принято различать номинальные и реальные величины. Номинальная величина выражена в текущих ценах. Реальная величина выражается в постоянных ценах какого-либо периода. Примером могут служить номинальный и реальный ВВП. 
Если первоначально обе величины одинаковы, то изменение общего уровня цен приведет к отклонению номинальной величины от реальной. Инфляция ее увеличит, а дефляция уменьшит. Это произойдет при условии, что реальная величина постоянна. Постоянство возможно, если ценность актива или дохода для экономических агентов не изменилась под действием каких-либо фундаментальных факторов. Если по каким-то причинам номинальная величина зафиксирована контрактом, то инфляция приведет к снижению реальной стоимости актива, а дефляция к ее росту. В первом случае собственник проиграет, а во втором выиграет в реальном выражении. Примером может служить величина долга по банковскому кредиту, облигации или другой долговой ценной бумаге. Аналогичная ситуация произойдет и в случае, когда речь идет о доходе, а не активе, если номинальная величина зафиксирована. Например, фиксированная процентная ставка по кредиту означает, что номинальный доход не меняется. Тогда инфляция приведет к снижению процентного дохода в реальном выражении.

### Формальная модель
Эффект инфляции описывается уравнением Фишера.
{\displaystyle i=r+\pi },
где {\displaystyle i} — номинальная ставка процента; {\displaystyle r} — реальная ставка процента; {\displaystyle \pi } — темп инфляции.
Вместо ставки процента можно рассматривать изменение стоимости актива. Если {\displaystyle i} постоянна, а {\displaystyle \pi } положительна, то реальная ставка будет больше номинальной, что и означает потерю части дохода из-за инфляции.

### Риск
Стороны могут учесть инфляцию, если внесут поправки в контракт. Например, процентная ставка может включать в себя компенсацию будущей инфляции. Трудовой контракт или договор с пенсионным фондом может предусматривать индексацию заработной платы или будущей пенсии. Уравнение Фишера может быть переписано следующим образом:
{\displaystyle i=r+\pi ^{e}},
где {\displaystyle i} — номинальная ставка процента; {\displaystyle r} — реальная ставка процента; {\displaystyle \pi ^{e}} — ожидаемый темп инфляции.
Риск возникает тогда, когда стороны планируют заключение контракта, который должен принести выгоды в будущем. При этом у них отсутствует полная информация о том, как именно вырастут цены. В этом случае стороны должны формировать инфляционные ожидания. Если реальная инфляция окажется больше ожидаемой, то одна из сторон недополучит причитающийся доход в реальном выражении. Если инфляция окажется ниже, то другая сторона заплатит больше. Таким образом, рискуют обе стороны.

## Последствия инфляционного риска
Инфляционный риск создает неопределенность и может подрывать стимулы к инвестициям. Невозможно абсолютно точно предсказать уровень инфляции, поэтому всегда есть риск потерь. Чем выше темп инфляции, тем больше потенциальные потери. Кроме того, высокую инфляцию предсказывать сложнее, чем низкую. Поэтому риски возрастают. Если агенты испытывают неприятие риска, то они могут потребовать выплаты рисковой премии. Она будет тем больше, чем выше неопределенность. Это означает, что в условиях высокой инфляции ставки будут слишком высокими, а инвестиции могут оказаться невыгодными.

## Снижение инфляционного риска
Снизить инфляционный риск можно за счет следующих мер.
1. Индексации дохода с учетом инфляции. Как правило, индексация осуществляется периодически с привязкой к фактическому индексу потребительских цен (см. Надбавка к заработной плате в связи с ростом стоимости жизни).
2. Использование плавающей процентной ставки с привязкой к какому-либо бенчмарку. Если ставка учитывает инфляцию, а проценты уплачиваются в конце периода по фактической ставке, то инфляционный риск снижается.
3. Ограничение срока вложений. Чем больше срок, тем выше неопределенность относительно будущих событий[6].
4. Покупка финансовых инструментов с индексацией номинальной величины долга. Примером могут служить TIPS (англ.  Treasury Inflation-Protected Security) — Казначейские облигации правительства США, номинал которых привязан к индексу потребительских цен. Котировка такой облигации зависит от ожидаемой инфляции[7].